# 2002 en jeu
Chronologie du jeu
- 1998
- 1999
- 2000
- 2001
- 2002
- 2003
- 2004
- 2005
- 2006

Cet article présente les faits marquants de l'année 2002 concernant le jeu.

## Évènements

### Compétitions
- 25 janvier : l’Ukrainien Ruslan Ponomariov remporte le championnat du monde « FIDE » d’échecs à Moscou.
- 1er avril : l’Australien Rob Stephenson remporte le XIIe championnat du monde de Diplomatie à Canberra devant le Néo-zélandais Grant Steel et le Français Yann Clouet.
- Juillet : le Suisse Jean-Pierre Hellebaut remporte le championnat du monde de Scrabble francophone.
- Octobre : l’Irlandais Jacques Kieft remporte le Ier championnat du monde des Colons de Catane à Essen.
- 9 novembre : l’Américain David Shaman, représentant les Pays-Bas, remporte le XXVIe championnat du monde d’Othello à Amsterdam.
- 24 novembre : le Français Vuillin remporte le XVIIIe Championnat de France de Diplomatie à Boulogne-Billancourt devant l'Espagnol Miguel Martinez et le Français Olivier Jany[1].

## Sorties
- Puerto Rico d’Andreas Seyfarth, Alea
- Spycraft « classic » d'Alex Flagg, Scott Gearin et Patrick Kapera (Alderac Entertainment Group)

## Récompenses
- Première cérémonie des ENnie Awards à la GenCon